# Angiotenzin
Ángiotenzín je snov iz skupine biološko zelo aktivnih oligopeptidov, katerih nastajanje je odvisno od sproščanja renina iz ledvic:
- angiotenzin I je dekapeptid, ki nastane iz angiotenzinogena pod vplivom renina in nima vazokonstriktornega delovanja;
- angiotenzin II je oktapeptid, ki nastane iz angiotenzina I in je najmočnejša vazokonstriktorna snov;
- angiotenzin III je heptapeptid, ki nastane iz angiotenzina II in močno spodbuja izločanje aldosterona iz skorje nadledvične žleze;
- angiotenzin IV je heksapeptid, ki nastane iz angiotenzina III.[2]

Poglavitni aktivna oblika je angiotenzin II; angiotenzin III je prisoten v osrednjem živčevju in ima pomembno vlogo pri vzdrževanju krvnega tlaka in pri hipertenziji, angiotenzin IV pa naj bi tudi višal krvni tlak v možganih, za vezavo na angiotenzinski receptor tipa I. Angiotezin III ima nižjo vazokonstrikcijsko aktivnost kot angiotenzin II (vendar isto aktivnost na izločanje aldosterona), angiotenzin IV pa je še blažji vazokonstriktor.

## Zgodovina
Leta 1898 sta Tigerstedt in Bergman iz ekstrakta ledvične skorje zajcev prva izolirala renin in pokazala, da povzroča trajni dvig arterijskega tlaka. Leta 1934 je Goldblatt s svojimi sodelavci pokazal, da ledvična ishemija, ki so jo umetno inducirali s podvezovanjem ledvičnih arterij, pripelje do povišanja arterijskega tlaka in hipertenzije. Kmalu se je izkazalo, da renin deluje le kot posrednik, preko takrat še nepoznane molekule. Sprva so to peptidno molekulo poimenovali angiotonin oziroma hipertenzin, a je kasneje obveljajo ime angiotenzin. Skeggs in sodelavci so med poizkusi izolacije angiotenzina ugotovili, da se nahaja v dveh oblikah, in sicer kot angiotenzin
I in angiotenzin II. Zatem so ugotovili, da je angiotenzin I le predhodnik angiotenzina II in da je slednji glavni
vazokonstriktor. Ne dosti za tem so Laragh, Genest, Davis, Ganong in sodelavci pokazali, da angiotenzin II poleg vazokonstrikcije pospeši še izločanje hormona nadledvičnice aldosterona, ki je glavni regulator elektrolitov v telesu. Tako je bil odkrit popolnoma nov hormonski koncept, ki so ga poimenovali reninsko-angiotenzinsko-aldosteronski sistem (RAAS).

## Biosinteza
Pod vplivom renina, ki nastaja v jukstaglomerulnem aparatu v ledvičnih glomerulih, se iz angiotenzinogena tvori biološko neaktiven angiotenzin I. Angiotenzinogen je plazemski globulin, ki se nahaja v osrednjem krvnem obtoku, njegov glavni vir pa so jetra. Angiotenzinogen se na N-koncu v prisotnosti renina cepi in nastane dekapeptid angiotenzin I, le-ta pa se hidrolizira v prisotnosti angiotenzin pretvarjajočega encima in z odcepom dipeptida na C-koncu nastane biološko aktiven angiotenzin II, ki je močan vazokonstriktor. Angiotenzin pretvarjajoči encim je membransko vezani encim, ki je prisoten na plazemskih membranah različnih celic, na primer žilnih endotelijskih celic, celic ledvičnih proksimalnih tubulov in nevroepitelijskih celic, nahaja pa se tudi v topni obliki v plazmi. Angiotenzin II je primarni aktivni produkt sistema RAAS, vendar iz njega z nadaljnjim odcepljanjem aminokislin z N-konca nastajata nadalje angiotenzinogen III in IV, ki sta prisotna v znatnih količinah zlasti v tkivih, bogatih z aminopeptidazami A in N, na primer v možganih in ledvicah.